# Каркиан
Карки’а́н (араб. قرقيعان‎) — мероприятия, которые проводится дважды в год в основном в арабских государствах Персидского залива. Ежегодно на 15-й ночи месяцев шаабан и рамадан исламского календаря, дети одеваются в традиционную одежду и обходят соседей для того, чтобы получить от них орехи, конфеты и сладости, напевая при этом традиционные арабские песни. Традиция каркиана глубоко укоренились в культуре народов Персидского залива и существует уже сотни лет.
Происхождение этой традиции восходит к рождению внука пророка Мухаммада, Хасана ибн Али, которое произошло 15 числа месяца рамадан. После рождения Хасана, его мать Фатима Захра раздала цветные кубики сахара. Когда дети из Медины услышали о рождении Хасана, они собрались вокруг дома Пророка и начали поздравлять его с рождением внука. Пророк Мухаммад наградил их сладостями, финиками и изюмом.

## Религиозное значение
Обе ночи, в которых проводится каркиан являются важными для шиитских мусульман. В 15 день месяца шаабан отмечается день рождения 12-го шиитского имама Мухаммада аль-Махди, а в 15 день месяца рамадан родился второй шиитский имам и внук пророка Мухамада Хасан ибн Али. В эти дни в городах залива, где преобладают мусульмане-шииты в мечетях проводятся проповеди (хутба).